# Steerecleus beskeanus
Steerecleus beskeanus là một loài Rêu trong họ Brachytheciaceae. Loài này được (Müll. Hal.) H. Rob. miêu tả khoa học đầu tiên năm 1987.